# Triolet (ort i Mauritius)
Triolet är en ort i Mauritius.   Den ligger i distriktet Pamplemousses, i den västra delen av landet, 13 km norr om huvudstaden Port Louis. Triolet ligger 23 meter över havet och antalet invånare är 23 269. Den ligger på ön Mauritius.
Terrängen runt Triolet är platt. Havet är nära Triolet åt nordväst. Runt Triolet är det tätbefolkat, med 709 invånare per kvadratkilometer. Närmaste större samhälle är Port Louis, 12,8 km söder om Triolet. Omgivningarna runt Triolet är en mosaik av jordbruksmark och naturlig växtlighet.